# Yrjö Linko
Yrjö Antti Linko (født 1. februar 1885 i Hangö, død 22. marts 1934 i Turku) var en finsk gymnast, som deltog i OL 1908 i London. 
Linko var med på det finske hold i mangekamp ved OL i 1908. Finnerne opnåede her 405 point, hvilket var tredjebedst, mens Sverige med 438 point vandt konkurrencen, og Norge med 425 point blev nummer to.